# Sportåret 1934

## Händelser

### Amerikansk fotboll
- New York Giants besegrar Chicago Bears med 30 - 13 i finalen i NFL

### Bandy

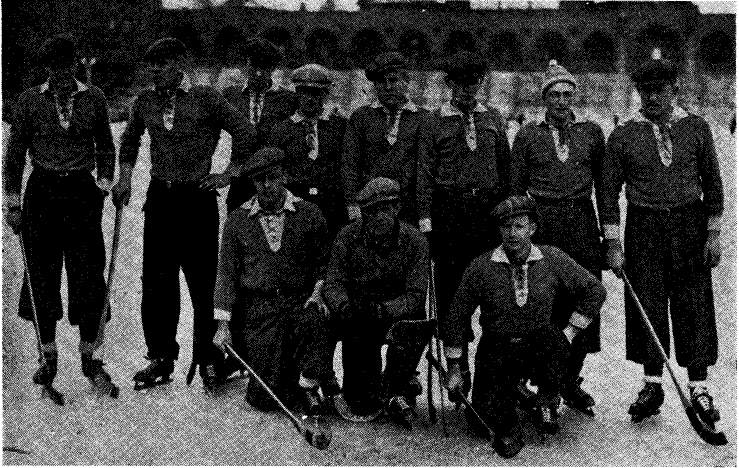
Slottsbrons IF svenska mästare

- 11 mars - Slottsbrons IF blir svenska mästare genom att finalslå IFK Uppsala med 6-0 i omspelsmatch på Sandbäckstjärnet i Karlstad efter 1-1 på Stockholms stadion i den första finalmatchen lagen emellan.[1][2]

### Baseboll
- 9 oktober - National League-mästarna St. Louis Cardinals vinner World Series med 4-3 i matcher över American League-mästarna Detroit Tigers.[3]

### Cykel
- Karel Kaers, Belgien, vinner landsvägsloppet vid världsmästerskapen.
- Antonin Magne, Frankrike, vinner Tour de France.
- Learco Guerra, Italien, vinner Giro d'Italia.

### Fotboll
- 28 april - Manchester City FC vinner FA-cupfinalen mot West Bromwich Albion FC med 2-1 på Wembley Stadium.[4]

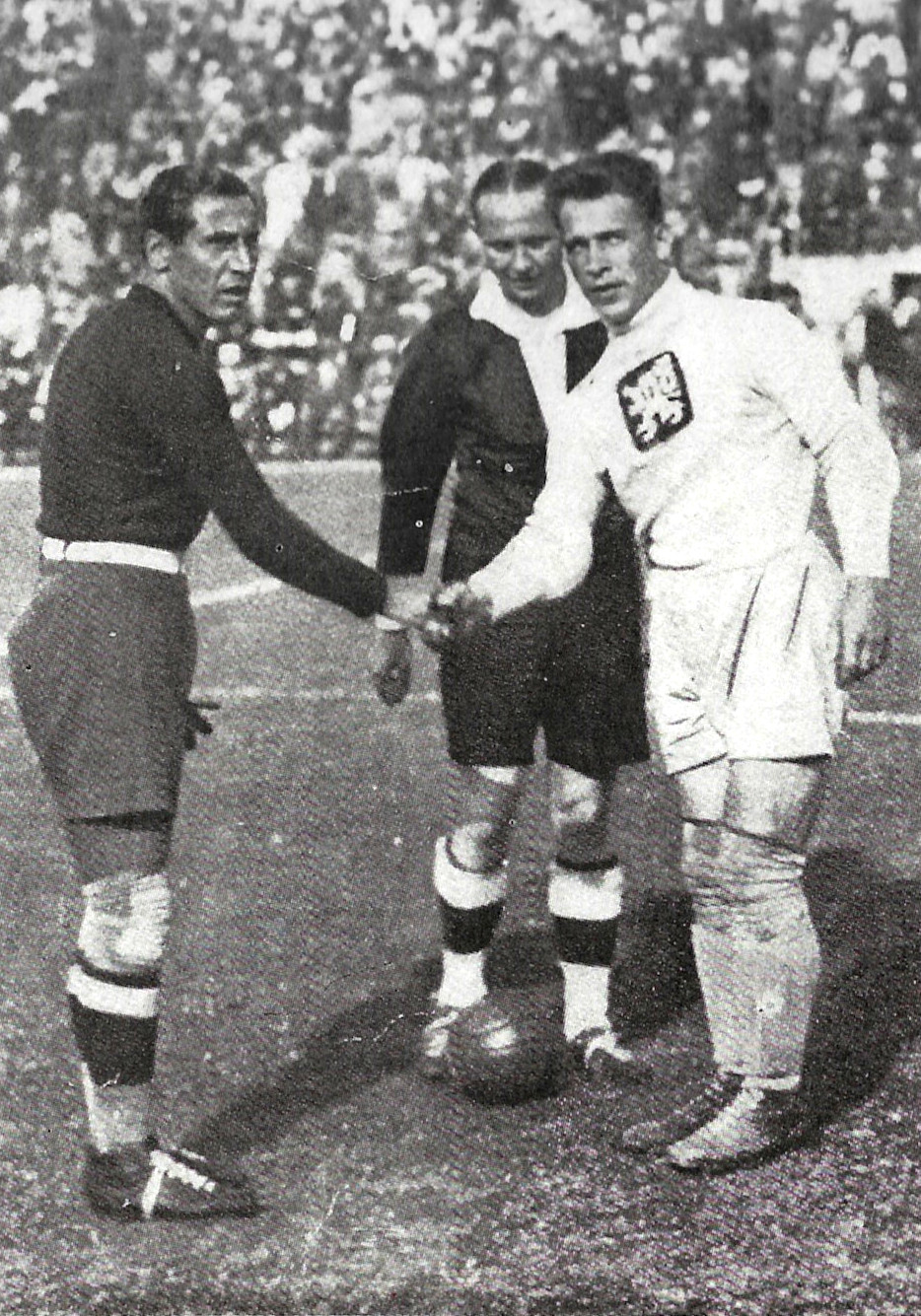
Italiens och Tjeckoslovakiens lagkaptener skakar hand före VM-finalen.

- 10 juni - Italien vinner VM-guld genom att i finalen besegra Tjeckoslovakien med 2-1 i Rom.[5]
- Real Madrid CF vinner Copa del Rey.
- Rangers FC vinner skotska cupen.
- Manchester City FC vinner FA-cupen.

#### Ligasegrare / resp lands mästare
- 21 maj - Helsingborgs IF vinner Allsvenskan.
- Okänt datum – B 93 blir danska mästerskapen
- Okänt datum – Arsenal FC vinner engelska ligan
- Okänt datum – Rangers FC vinner skotska ligan.
- Okänt datum – AFC Ajax blir nederländska mästare.
- Okänt datum – Royale Union Saint-Gilloise blir belgiska mästare.
- Okänt datum – FC Schalke 04 blir tyska mästare.
- Okänt datum – Juventus FC blir italienska mästare.
- Okänt datum – Athletic Bilbao blir spanska mästare.
- Okänt datum – FC Sète blir franska mästare.

### Friidrott
- 7 augusti-11 augusti - Fjärde damolympiaden, London Storbritannien
- 31 december - Alfredo Carletti vinner Sylvesterloppet i São Paulo.[6]
- Dave Komonen, Kanada vinner Boston Marathon.[7]

### Golf

#### Herrar

##### Majorstävlingar
- British Open vinns av Henry Cotton, Storbritannien
- US Open vinns av Olin Dutra, USA
- PGA Championship vinns av Paul Runyan, USA
- The Masters som spelades för första gången vinns av Horton Smith

### Handboll
- 31 augusti  - Sverige spelar sin första herrlandskamp i handboll utomhus i Stockholm och förlorar med 7-18 mot Tyskland.[8]

### Ishockey
- 11 februari - Kanada vinner världsmästerskapet i Milano före USA och Tyskland. Tyskland blir Europamästare före Schweiz.[9]
- 23 mars - AIK blir svenska mästare efter finalvinst mot Hammarby IF med 1-0 i Lindarängens ispalats.[10]
- 10 april - Stanley Cup vinns av Chicago Blackhawks efter att i finalspelet besegrat Detroit Red Wings med 3–1 i matcher.[11]
- 18 september - Norges ishockeyförbund bildas i Oslo.[12]

### Konståkning

#### VM
- Herrar: Karl Schäfer, Österrike
- Damer: Sonia Henie, Norge
- Paråkning: Emelie Rotter & László Szollás, Ungern

#### EM
- Herrar: Karl Schäfer, Österrike
- Damer: Sonia Henie, Norge
- Paråkning: Emelie Rotter & László Szollás, Ungern

### Motorsport
- 30 maj - Bill Cummings vinner Indianapolis 500 på Indianapolis Motor Speedway i en Boyle Products Special Miller in 4:46:05.25.[13]
- Luigi Chinetti, Italien & Philippe Étancelin, Frankrike i en Alfa Romeo 8C vinner Le Mans 24-timmars.

### Skidor, alpina grenar

#### VM

##### Herrar
- - Slalom
- 1 Franz Prfnür, Tyskland
- 2 David Zogg, Schweiz
- 3 Willi Steuri, Schweiz
  - Störtlopp
- 1 David Zogg, Schweiz
- 2 Franz Prfnür, Tyskland
- 3 Ido Cattaneo, Italien
- 3 Heinz von Allmen, Schweiz
  - Kombination
- 1 David Zogg, Schweiz
- 2 Franz Prfnür, Tyskland
- 3 Heinz von Allmen, Schweiz

##### Damer
- - Slalom
- 1 Christl Cranz, Tyskland
- 2 Lisa Resch, Tyskland
- 3 Rösli Rominger, Schweiz
  - Störtlopp
- 1 Anni Rüegg, Schweiz
- 2 Christl Cranz, Tyskland
- 3 Lisa Resch, Tyskland
  - Kombination
- 1 Christl Cranz, Tyskland
- 2 Lisa Resch, Tyskland
- 3 Anni Rüegg, Schweiz

### Skidor, nordiska grenar
- Okänt datum – Vasaloppet blir inställt för andra gången på tre år.[14]

#### VM
- - 18 km
- 1  Sulo Nurmela, Finland
- 2 Veli Saarinen, Finland
- 3 Martti Lappalainen, Finland
- 4 Arthur Häggblad, Sverige
  - 50 km
- 1  Elis Wiklund, Sverige
- 2 Nils Englund, Sverige
- 3 Olavi Remes, Finland
- 4 Arthur Häggblad, Sverige
- 5 John Wikström, Sverige
- 6 Helge Wikström, Sverige
  - Stafett 4 x 10 km
- 1 Finland (Sulo Nurmela, Klaes Karppinen, Martti Lappalainen & Veli Saarinen)
- 2 Tyskland (Walter Motz, Josef Schreiner, Willy Bogner & Herbert Leupold)
- 3 Sverige (Allan Karlsson, Lars-Theodor Jonsson, Nils Englund & Arthur Häggblad)
  - Backhoppning
- 1 Kristian Johansson, Norge
- 2 Sverre Kolterud, Norge
- 3 Sven Eriksson, Sverige
  - Nordisk kombination
- 1 Oddbjørn Hagen, Norge
- 2 Arne Hovde, Norge
- 3 Hans Vinjarengen, Norge

#### SM

##### Herrar
- 15 km vinns av Martin Matsbo, IFK Hedemora. Lagtävlingen vinns av Bodens BK.
- 30 km vinns av Halvar Moritz, Lycksele. Lagtävlingen vinns av Bodens BK.
- 50 km vinns av Nils Englund, Bodens BK.  Lagtävlingen vinns av Bodens BK.
- Backhoppning vinns av Holger Schön, Djurgårdens IF. Lagtävlingen vinns av Djurgårdens IF.
- Nordisk kombination vinns av Harald Hedjersson, Djurgårdens IF. Lagtävlingen vinns av Grycksbo IF.

##### Damer
- 10 km vinns av Sigrid Nilsson, Trångsvikens IF. Lagtävlingen vinns av Vännäs SK.

### Tennis

#### Herrar
- 31 juli - Storbritannien vinner International Lawn Tennis Challenge genom att finalbesegra USA med 4-1 i Wimbledon.[15]

##### Tennisens Grand Slam
- Australiska öppna - Fred Perry, Storbritannien
- Wimbledon - Fred Perry, Storbritannien
- US Open – Fred Perry, Storbritannien

#### Damer

##### Tennisens Grand Slam
- Australiska öppna - Joan Hartigan, Australien
- Wimbledon – Dorothy Round, Storbritannien.
- US Open – Helen Jacobs, USA

### Travsport
- Travderbyt körs på Jägersro travbana i Malmö. Segrare blir det svenska stoet Etta June (SE) e. Peter June (US) – Etta Axworthy (US) e. Guy Axworthy (US). Kilometertid:1.32,0 Körsven: Gotthard Ericsson
- Travkriteriet körs på Solvalla travbana utanför Stockholm. Segrare blir den svenska hingsten The Senator Indiana (SE) e. The Senator (US) – Olliewood (US) e. Guy Axworthy (US).

## Rekord

### Friidrott
- 3 maj - Jadwiga Wajsowna, Polen förbättrar världsrekordet i diskus damer till 42,43 m
- 25 maj – Matti Järvinen, Finland förbättrar världsrekordet i spjut till 74,28
- 7 juni – Matti Järvinen, Finland förbättrar världsrekordet i spjut till 74,61
- 8 juni – Dora Greenwood, Tyskland tangerar världsrekordet i höjd damer med 1,65 m
- 15 juli – Matti Järvinen, Finland förbättrar världsrekordet i spjut till 76,10
- 15 juli - Jadwiga Wajsowna, Polen förbättrar världsrekordet i diskus damer till 43,68 m
- 23 juli – Hans-Heinrich Sievert, Tyskland förbättrar världsrekordet i 10-kamp till 8 467 p
- 30 juli - Jadwiga Wajsowna, Polen förbättrar världsrekordet i diskus damer till 44,60 m
- 6 augusti – Ralph Metcalfe, USA tangerar världsrekordet på 200 m med 21,0
- 13 augusti – Tollien Schuurman, Nederländerna förbättrar världsrekordet på 200 m damer till 24,6
- 24 augusti – Tjeckoslovakien sätter världsrekord i stafettlöpning 4 x 75 meter för landslag (med Štefania Pekarová, Rudolfa Krausová, Božena Skálová och Zdeňka Koubková)
- 25 augusti – Harald Andersson, Sverige, sätter nytt världsrekord i diskuskastning med 52,42 meter
- 4 september – Stanislawa Walasiewicz, Polen förbättrar världsrekordet på 100 m damer till 11,8
- 7 september – Matti Järvinen, Finland förbättrar världsrekordet i spjut till 76,66
- 8 september – John Morris, USA tangerar världsrekordet på 110 m häck med 14,4
- 9 oktober – Luigi Beccali, Italien tangerar världsrekordet på 1 500 m med 3.49,2
- 17 oktober - Luigi Beccali, Italien förbättrar världsrekordet på 1 500 m till 3.49,0

## Evenemang
- VM i cykelsport anordnas i Leipzig, Tyskland.
- VM i fotboll anordnas i Rom och ytterligare sju städer i Italien.
- VM i ishockey anordnas i Milano, Italien.
- VM i konståkning för herrar anordnas i Stockholm, Sverige.
- VM i konståkning för damer anordnas i Oslo, Norge.
- VM i konståkning för par anordnas i Helsingfors, Finland.
- VM i skidor, alpina grenar anordnas i Sankt Moritz, Schweiz
- VM i skidor, nordiska grenar anordnas i Sollefteå, Sverige
- EM i konståkning anordnas i Prag, Tjeckoslovakien.
- EM i simning anordnas i Magdeburg, Tyskland

## Födda
- 7 januari - Charles Jenkins, amerikansk sprinter.
- 8 januari - Jacques Anquetil, fransk cyklist.
- 5 februari - Hank Aaron, amerikansk basebollspelare.
- 11 februari - John Surtees, brittisk racerförare.
- 16 februari - Marlene Hagge, amerikansk golfspelare.
- 17 februari - Bengt Nilsson, svensk idrottsman, mottagare av Svenska Dagbladets guldmedalj 1954.
- 6 april - Anton Geesink, nederländsk judoka.
- 15 april - David Herd, skotsk fotbollsspelare.
- 3 maj - Henry Cooper, brittisk boxare.
- 8 juni – Ragnar Skanåker, svensk pistolskytt.
- 2 november - Ken Rosewall, australisk tennisspelare.
- 12 november - Vavá, brasiliansk fotbollsspelare.
- 14 november - Kurt Hamrin, svensk fotbollsspelare.
- 23 november - Lew Hoad, australisk tennisspelare.
- 17 december - Ray Wilson, engelsk fotbollsspelare.

## Avlidna
- 6 januari - Herbert Chapman, engelsk fotbollstränare.
- 5 april - Jiro Sato, japansk tennisspelare.

### Fotnoter
1. ↑  Erik Jonsson (11 mars 1934). ”1930–1939”. Svenska Bandyförbundet. Arkiverad från originalet den 15 februari 2015. https://web.archive.org/web/20150215054718/http://www.svenskbandy.se/BANDYFINALEN/HISTORIK/Svenskamastare/Herrar/1930-1939/. Läst 18 mars 2020.
2. ↑  Hasse Olsson (10 mars 1990). ”Inledning”. Slottsbrons IF. https://idrottonline.se/SlottsbronsIF/globalassets/slottsbrons-if/dokument/historia-sif.pdf?w=900&h=900. Läst 2 september 2011.
3. ↑  ”1934 World Series” (på engelska). Baseball-Reference.com. http://www.baseball-reference.com/postseason/1934_WS.shtml. Läst 16 juli 2015.
4. ↑  ”England FA Challenge Cup 1933-1934” (på engelska). RSSSF. http://www.rsssf.com/tablese/engcup1934.html. Läst 19 augusti 2012.
5. ↑  ”World Cup 1934” (på engelska). RSSSF. http://www.rsssf.com/tables/34f.html. Läst 11 augusti 2011.
6. ↑  ”1930” (på portugisiska). Sylvesterloppet. Arkiverad från originalet den 1 mars 2014. https://web.archive.org/web/20140301041020/http://www.saosilvestre.com.br/1930. Läst 19 augusti 2012.
7. ↑  ”Boston Marathon”. Arkiverad från originalet den 27 april 2015. https://web.archive.org/web/20150427035419/http://www.baa.org/races/boston-marathon/boston-marathon-history/past-champions/past-mens-open-champions.aspx. Läst 9 april 2011.
8. ↑  Gustafsson, Stig. Bollsportens först och störst. Forum
9. ↑  ”Championnats du monde 1934” (på franska). Hockey Archives. 11 februari 1934. https://www.hockeyarchives.info/mondial1934.htm. Läst 15 augusti 2011.
10. ↑  ”Championnat de Suède 1933/34” (på franska). Hockey Archives. 23 mars 1934. https://www.hockeyarchives.info/Suede1934.htm. Läst 15 augusti 2011.
11. ↑  ”NHL 1933/34” (på franska). Hockey Archives. https://www.hockeyarchives.info/NHL1934.htm. Läst 23 mars 2020.
12. ↑  ”Klubber som stiftet Norges Ishockeyforbund” (på norska). Norges Ishockeyforbund. 7 maj 2003. Arkiverad från originalet den 12 februari 2012. https://web.archive.org/web/20120212014720/http://www.hockey.no/t2.asp?p=4920&x=1&a=66785. Läst 21 augusti 2011.
13. ↑  Race results Arkiverad 6 december 2010 hämtat från the Wayback Machine. (via Indianapolis Star)
14. ↑  ”Historiska segrare”. Vasaloppet. Arkiverad från originalet den 22 mars 2020. https://web.archive.org/web/20200322121012/https://www.vasaloppet.se/wp-content/uploads/sites/1/2019/09/historiska_segrare_vasaloppet_sve_2019-09-18.pdf. Läst 3 mars 2012.
15. ↑  ”Davis Cup”. http://www.daviscup.com/en/results/tie/details.aspx?tieId=10003714. Läst 20 augusti 2011.